# George William Anderson (homme politique canadien)
Pour les articles homonymes, voir George William Anderson, George Anderson et Anderson.
George William Anderson (20 mai 1836-21 avril 1909) est un homme politique canadien de la Colombie-Britannique. Il est député provincial indépendant de la circonscription britanno-colombienne de Victoria de élection partielle en 1886 à 1894.

## Biographie
Né à Wotton dans le Surrey, Anderson étudie à Dorking. Il quitte l'école à 14 ans pour aller travailler sur la ferme familiale. L'année suivante, il devient apprenti boulanger et continue de travaille en Angleterre pendant trois ans avant de s'installer à New York en 1854. Deux ans plus tard, il se retrouve à Dubuque en Iowa où il ouvre sa propre entreprise. En 1864, il vend son entreprise pour invertir dans le chevaux. Anderson redevient boulanger et sinstalle à Grass Valley en Californie. En 1869, il vend ses avoirs et s'installe dans le |Lake District en Colombie-Britannique et y devient agriculteur where he purchased a farm. Il ouvre par la suite une boulangerie à Victoria qu'il opère jusqu'en 1882.
Anderson meurt dans le quartier de Cedar Hill de Victoria en 1909 à l'âge de 72 ans.